# Andreas Müller (calciatore)
Andreas Müller (Stoccarda, 13 dicembre 1962) è un ex calciatore tedesco, di ruolo centrocampista.

## Carriera

### Club
Interno di centrocampo o mediano, cresce nello Stoccarda (conta 20 presenze nella stagione in cui la società vince la Bundesliga) prima di passare all'Hannover. Nel 1988 si trasferisce a Gelsenkirchen dove, giocando tra la prima e la seconda divisione, vince un titolo di seconda divisione e la Coppa UEFA 1996-97. Si ritira nel 2000, totalizzando 480 presenze e 49 reti tra prima, seconda divisione tedesca, DFB-Pokal, Coppa delle Coppe UEFA, Coppa Campioni e Coppa UEFA.

## Palmarès

### Club

#### Competizioni nazionali
- Campionato tedesco: 1

Stoccarda: 1983-1984
- 2. Fußball-Bundesliga: 1

Schalke 04: 1990-1991

#### Competizioni internazionali
- Coppa UEFA: 1

Schalke 04: 1996-1997